# Štramberské uši
Štramberské uši (v minulosti také Uši Tatarských) je cukrářský výrobek z perníkového těsta ve tvaru kornoutu, který se tradičně peče v moravském městě Štramberku a okolí. Obchodní značku Štramberské uši může od roku 2000 nést pouze produkt vyrobený na území města Štramberk. V roce 2006 ve městě působilo osm výrobců s přidělenou licencí. Na počátku roku 2006 získala Česká republika od Evropské komise předběžný souhlas s udělením ochrany zeměpisného označení původu pro tento potravinářský výrobek. Od začátku roku 2007 jsou Štramberské uši prvním českým potravinářským výrobkem, kterému EU tuto ochranu přiznává v rámci standardní procedury.

## Legenda o původu cukroví

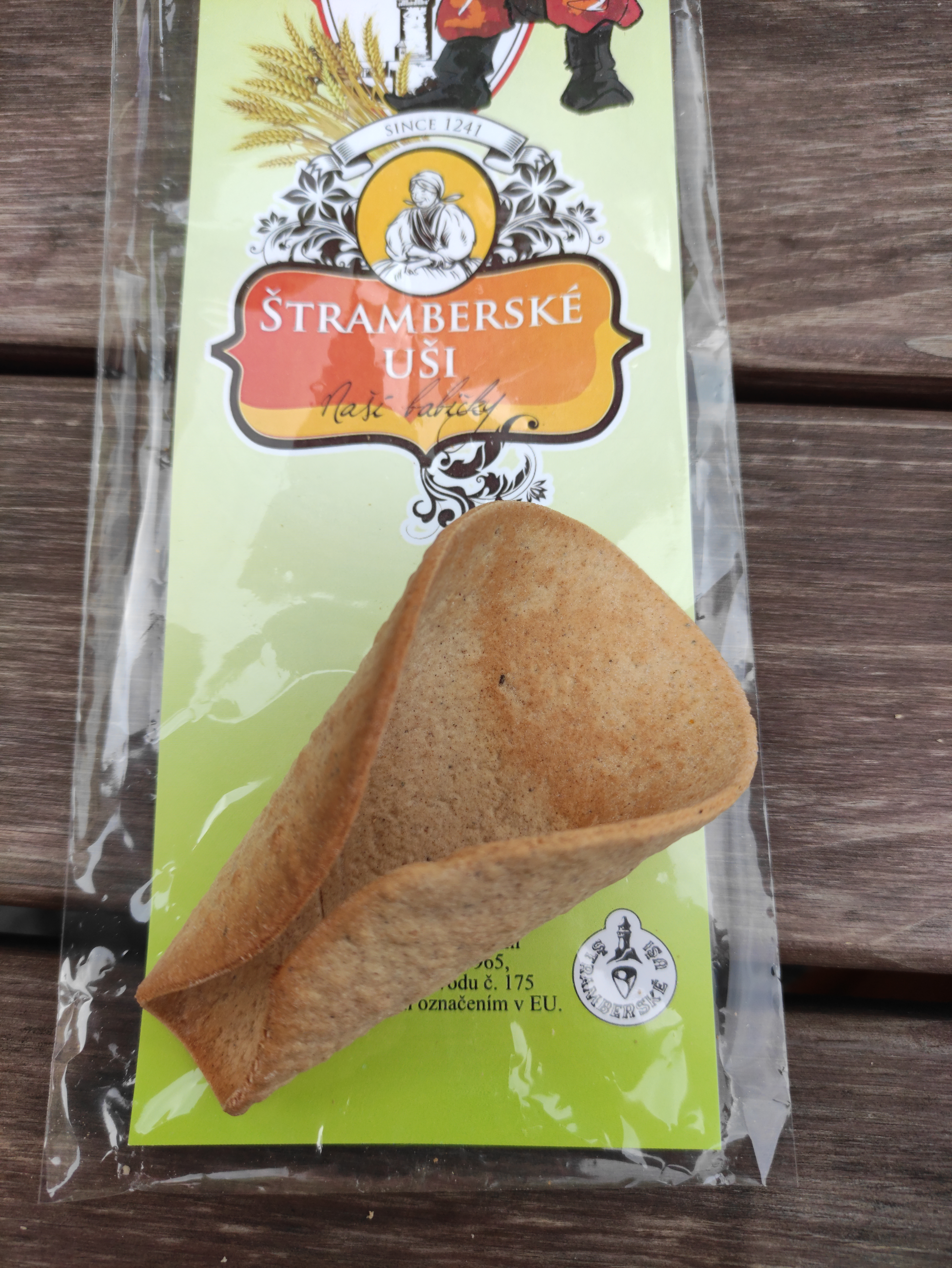
Štramberské ucho

Podle místní pověsti se původ cukrovinky váže k mongolskému tažení v roce 1241, kdy si nepřátelské vojsko rozložilo tábor na úpatí blízkého kopce Kotouč. Podle pověsti místní obyvatelé po noční bouři prokopali hráz rybníka a ležení vytopili. Když voda opadla, našli prý na místě vaky s nasolenýma lidskýma ušima, které Mongolové utínali křesťanům a posílali svému chánovi. Vedle pověstí o oněch bojích s Tatary udržovalo místní obyvatelstvo každoročně ve výroční dny svátku Nanebevstoupení Páně slavné Štramberské poutě, při kterých se pekly perníkové „uši a ruce” (Wallfahrern am Christi Himmelfahrtstage aus Pfefferfuchen gebackene Ohren und Hände verfauft) či později jen „tatarské uši”. O čemž se poprvé písemně zmínil v roce 1835 Gregor Wolny.